# Skjaldardrápa
Skjaldardrápa (del nórdico antiguo: poema del escudo) es un poema escáldico del vikingo Egill Skallagrímsson (c. 970). Es una brillante exposición sobre su figura como guerrero. Se conserva en el compendio Möðruvallabók.